# Boosted Magazine
Boosted Magazine, eller Boosted.dk, er et dansk online bilmedie, der skriver om bilnyheder, motorsport, modificerede biler, færdselsloven, bilafgifter og trafikforseelser som de primære emner. Boosted Magazine udgives af Think Fast ApS, som er stiftet af Kasper Erling og Martin Poorhamidi i 2013. Boosted Magazine var fra 2013 til 2018 et trykt magasin, men i dag er mediet udelukkende online og samarbejder med Bil Magasinet.
Samme selskab står også bag bilmessen "Auto Show Denmark", der har været afholdt siden 2017.